# Zach Eflin
Zachary Adams Eflin (né le 8 avril 1994 à Orlando, Floride, États-Unis) est un lanceur droitier des Rays de Tampa Bay de la Ligue majeure de baseball.

## Carrière
Zach Eflin est le 33e athlète sélectionné au total lors du repêchage amateur de 2012 et est un choix de première ronde des Padres de San Diego. Il renonce à une bourse sportive offerte par l'université du centre de la Floride pour accepter de San Diego un premier contrat professionnel, ce qui lui vaut une prime à la signature de 1,2 million de dollars.
Eflin est échangé aux Dodgers de Los Angeles le 18 décembre 2014. Les Padres le transfèrent aux Phillies avec le receveur Yasmani Grandal et le lanceur droitier Joe Wieland, en retour du voltigeur étoile Matt Kemp, du receveur Tim Federowicz et d'une somme de 32 millions de dollars. Le lendemain, les Dodgers envoient Eflin aux Phillies de Philadelphie et le lanceur gaucher des ligues mineures Tom Windle en échange du vétéran joueur d'arrêt-court Jimmy Rollins. 
Zach Eflin fait ses débuts dans le baseball majeur avec Philadelphie le 14 juin 2016. À sa première saison, en 11 matchs comme lanceur partant, il remporte 3 victoires contre 5 défaites et sa moyenne de points mérités s'élève à 5,54 en 63 manches et un tiers lancées.